# Тегюльтя
Тегюльтя (рос. Тегюльтя) — селище Амгинського улусу, Республіки Саха Росії. Входить до складу Амгіно-Нахарінського наслегу.
Населення — 13 осіб (2015 рік).